# San Jerónimo Mavatí
San Jerónimo Mavatí är en ort i kommunen San Felipe del Progreso i delstaten Mexiko i Mexiko. Samhället hade 956 invånare vid folkräkningen 2020.